# Chiesa di Maria Santissima Assunta (Terranova Sappo Minulio)
La chiesa di Maria Santissima Assunta è luogo di culto cattolico di Terranova Sappo Minulio. 

## Storia
Chiesa madre costruita tra gli anni '90 del Settecento ed i primi dell'Ottocento, dopo la distruzione della cittadina in seguito al terremoto del 1783. Si sono succeduti interventi di consolidamento anche successivi per riparare danni conseguenti alle scosse sismiche del 1894, del 1905 e del 1908.
Assieme alla Chiesa di Sant'Elia, ubicata nella frazione Scroforio, oggi costituisce la parrocchia di Maria Santissima Assunta e Sant'Elia.

## Descrizione

### Interno
La chiesa, affiancata da un campanile, presenta un interno a tre navate. All'interno vi si conservano importanti opere d'arte:
- la scultura in marmo di Santa Caterina d'Alessandria, opera di Benedetto da Maiano[1];
- alcuni frammenti dell'altare Correale di Terranova comprendenti una Testa di cherubino e una Madonna con il Bambino, detta "Madonna della Neve, con i simboli degli evangelisti Marco e Matteo;
- la lastra tombale mutila di Roberto I di Sanseverino[2];
- la lastra marmorea con la figura a bassorilievo del gentiluomo Giulio Celano;
- un bassorilievo su lastra marmorea raffigurante san Pietro Celestino, ovvero Pietro da Morrone, eletto papa a seguito del Conclave di Perugia del 1294 con il nome di Celestino V e rinunciatario dopo solo cinque mesi di pontificato. Si tratta di opera di bottega marmoraria napoletana del XIV secolo, probabilmente proveniente dal Convento dei Celestini che si trovava nell'antico insediamento di Terranova;
- lo stemma del Convento dei Celestini.
- Inoltre sono custoditi notevoli argenterie e paramenti sacri del XVII secolo.

## Festività e ricorrenze
- Festa di Maria Santissima del Rosario (seconda domenica di ottobre, con processione per le vie cittadine).[3]

## Titoli
- Chiesa parrocchiale.

## Galleria d'immagini

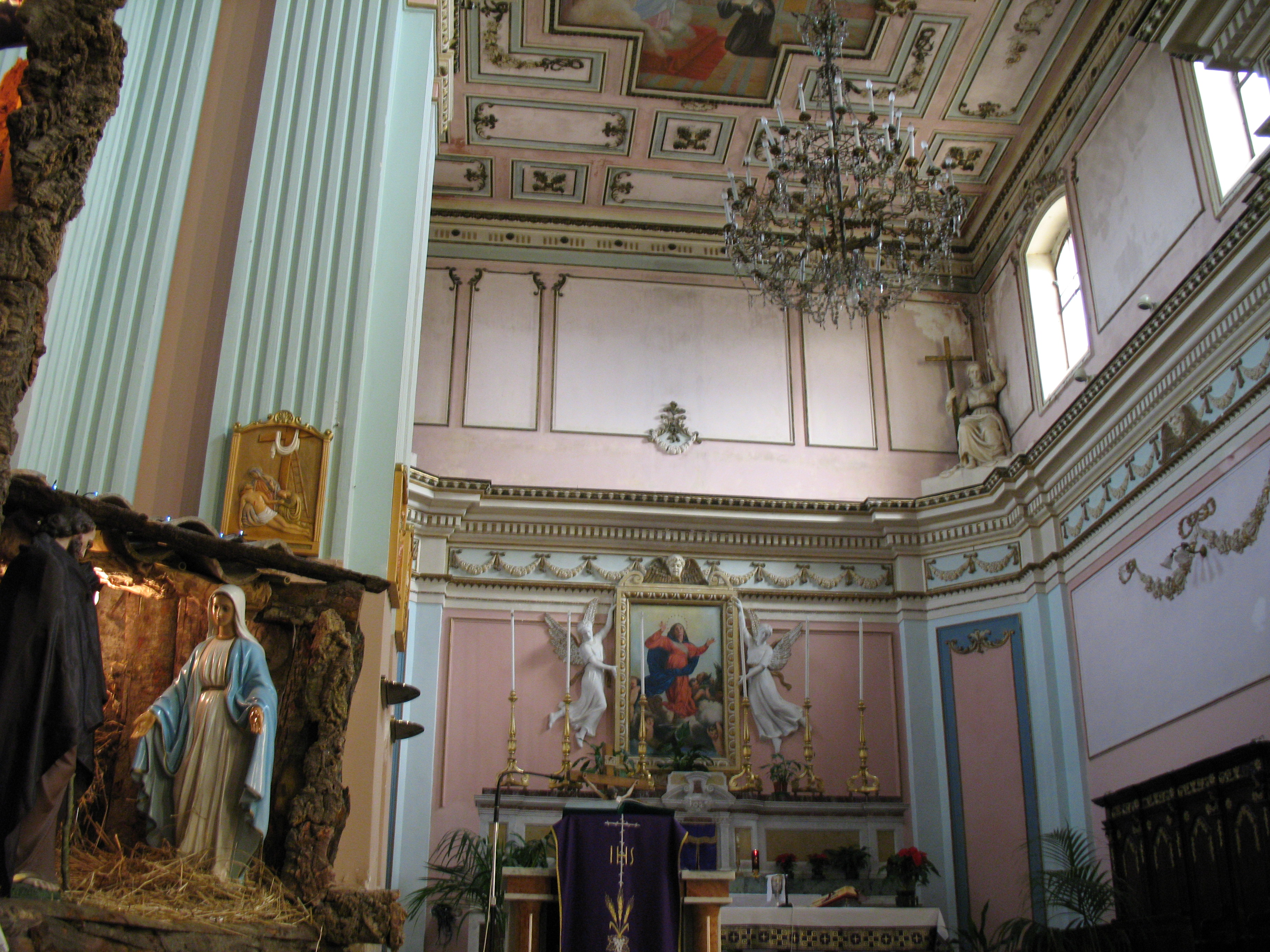
Interno
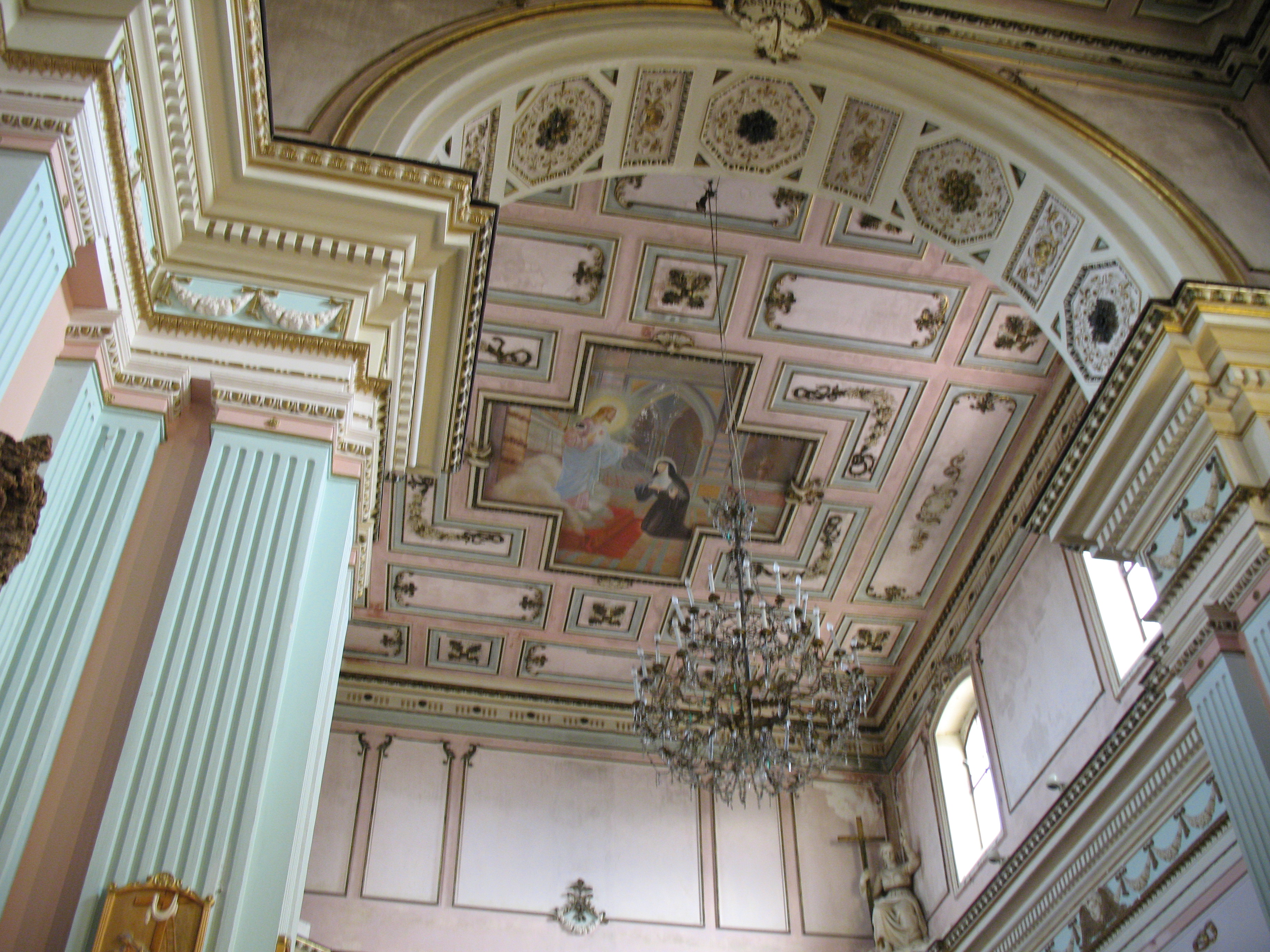
Interno
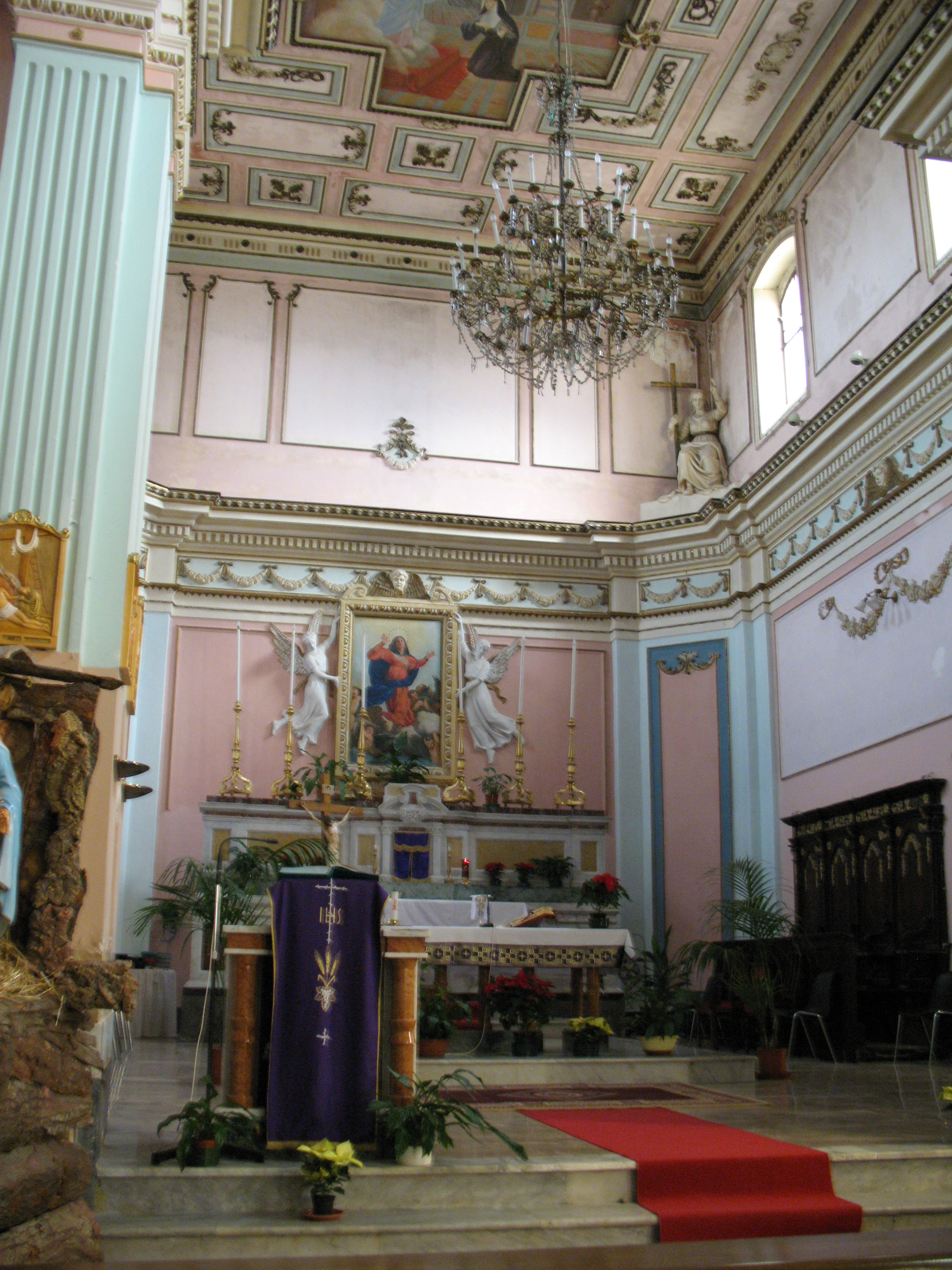
Interno
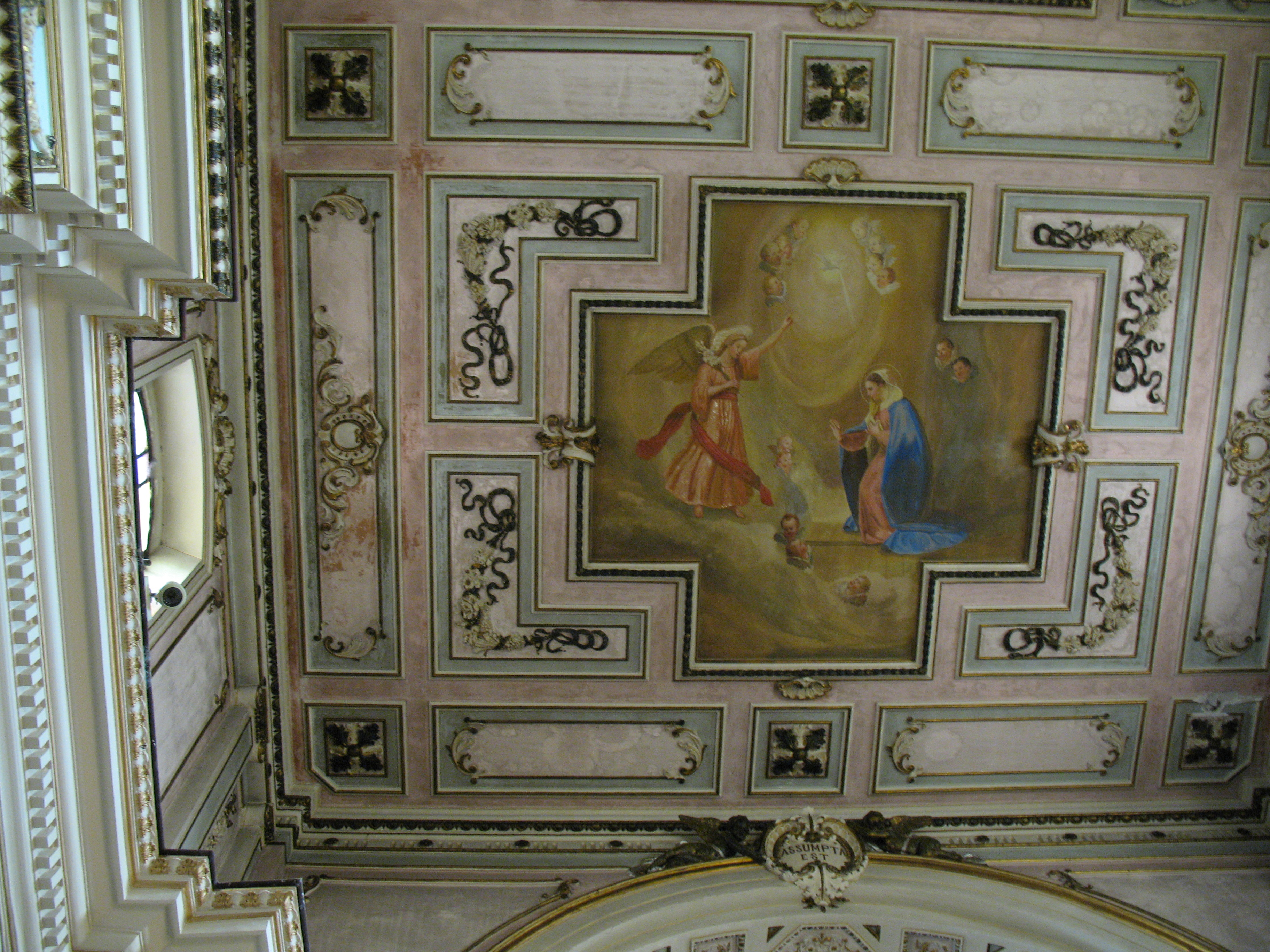
Particolare soffitto